# Lewaszówka
Lewaszówka – wieś w Polsce położona w województwie mazowieckim, w powiecie radomskim, w gminie Jastrzębia. Ma status sołectwa.
W latach 1975–1998 miejscowość administracyjnie należała do województwa radomskiego.
Wierni kościoła rzymskokatolickiego należą do parafii Matki Bożej Anielskiej w Cecylówce.